# 平田隆夫とセルスターズ
平田隆夫とセルスターズ（ひらたたかおとセルスターズ）は、日本の音楽グループ。「悪魔がにくい」「ハチのムサシは死んだのさ」のヒットで知られる。

## 来歴
1968年、武蔵野音楽大学を卒業した平田隆夫が、元グループ・サウンズのルビーズに在籍した菊谷英二らと結成。1971年8月に「悪魔がにくい」でデビューし、オリコンチャートにおいて翌1972年1月より5週連続1位を記録。作詞に内田良平を起用して同年2月に発売された「ハチのムサシは死んだのさ」は、その寓話的な歌詞などにより連続ヒットする。同曲は歌詞を「ハエ」に変えて殺虫剤のコマーシャルソングにも使われ、その年の第23回NHK紅白歌合戦に初出場した。
1974年、女性ボーカルの村部レミ、みみんあいが脱退し、セシリア（本名・大石セシリア）が加入。5人編成で「生きながらブルースに葬られ」などをリリース後、1976年にRVCへ移籍。同年を以て解散した。
1993年、女性ボーカルに松本朱未、川原まいを加え再結成。
メンバーの平田と菊谷が埼玉県川口市で経営したスナック「ハチのムサシ」店内のステージなどで演奏活動を行っていたが、2011年6月12日に平田が死去した。その後は菊谷が中心となって営業を続けたが、その菊谷も2020年4月27日に死去した（同日昼ごろに店先で意識不明の状態で倒れているのを従業員に発見され、すぐに病院に搬送されたが死亡が確認された）。

## メンバー
- 平田隆夫 - ピアノ、ボーカル、リーダー
- 菊谷英二 - ギター、ボーカル （元ルビーズ）

左利き。2020年4月27日、虚血性心疾患のため77歳で急死。
- 松本朱未 - ボーカル
- 川原まい - ボーカル

## 旧メンバー
- 村部レミ - リード・ボーカル （1968年 - 1974年）
- みみんあい - ボーカル  （1970年 - 1974年）

福島県須賀川市出身。歌手を志して上京後、音楽学校に通いながら米軍基地などでジャズを歌い、1970年に平田に誘われてセルスターズに加入する。メガネがトレードマーク。セルスターズ脱退後の1974年には、フジテレビ系の児童向けテレビドラマ『おらあガン太だ』にレギュラー出演した。
- セシリア - ボーカル （1974年 - 1976年）
- 小井修 - ベース、コーラス （1968年 - 1976年）

2020年1月8日 腎臓がんのため逝去。
- 松山徹 - ドラムス、コーラス （1968年 - 1973年）
- 桐原利治 - ドラムス （1974年 - 1976年）

## ディスコグラフィ

### シングル
1. 悪魔がにくい c/w 恋は悲しい物語 （1971年8月10日 Dan/ミノルフォン音楽工業 VA-1） オリコン1位
2. ハチのムサシは死んだのさ c/w 天使は消えた （1972年2月15日 同 VA-4） オリコン8位
3. 急げ風のように[6] c/w いまが燃える時なら （1972年6月1日 Dan/徳間音楽工業 VA-8） オリコン87位
4. Baby（ベイビー） c/w 愛のすべてを （1972年7月1日 同 VA-9） オリコン34位
5. サラダ・キャンディ・オレンジ c/w どっちむいても （1972年11月 同 VA-17）
6. 強いほうがいい c/w 夜空のバラード （1973年1月 同 VA-19）
7. 臆病者 c/w 別離は神のたわむれ （1973年6月 同 VA-26）
8. 生きながらブルースに葬られ c/w 別れの絆 （1974年6月 同 VA-40） ヴォーカルがセシリアに代わった第2期メンバー
9. 慕情 c/w 悲しみのセシリア （1974年10月 同 VA-43） 第2期メンバー
10. 愛のおわり c/w 未練酒 （1975年10月 同 VA-47） 第2期メンバー
11. いらくさの道 c/w 愛の沙漠 （1976年7月 RCA/RVC RVS-1014） セルスターズ名義 第2期メンバー
12. CDS 青春お茶ノ水 c/w 夏が過ぎて （1994年6月22日 Sony Records SRDL-3800）
13. CDS ときめき喫茶店 c/w ふたりの夜に乾杯 他 （2005年5月25日 ガウス・エンターテインメント GRCA-67）

### アルバム
1. LP セルスターズ・リサイタルより"悪魔がにくい"〜WHAT'S SELLSTARS? （1972年1月10日 Dan VC-5005） ライブではなくスタジオ録音。「ハチのムサシは死んだのさ」はシングル版と別テイク。
2. LP 愛の12章 （1972年6月 Dan/徳間音楽工業 VC-7502）
3. LP ベイビー～オリジナル・ヒット12 （1972年 同 VC-7505）
4. LP MERRY CHRISTMAS FROM SELLSTARS （1972年11月 同 VC-7507）
5. LP リズム・ブルース・ニッポン～生きながらブルースに葬られ （1974年8月 同 VC-7512） メンバーチェンジ後の第2期メンバー
6. CD [再]平田隆夫とセルスターズ （1993年 CTA SHC-46） 第2期メンバーでの再録音による「悪魔がにくい」「ハチのムサシは死んだのさ」を含む全16曲。「生きながらブルースに葬られ」はシングル版と別テイク。
7. CD [再]愛の12章 （1995年12月21日 徳間ジャパン TKCA-70801）
8. CD [再]オリジナル・ヒット12～ベイビー （1995年12月21日 同 TKCA-70802）
9. CD ゴールデン☆ベスト 平田隆夫とセルスターズ （2004年12月15日 同 TKCA-72789） 1971年から1975年までのシングルAB面にボーナストラック2曲を加えた全22曲。
10. CD [再]生きながらブルースに葬られ リズム・ブルース・ニッポン （2016年9月28日 日本クラウン CRCD-5131）

### オムニバス
1. V.A./レナウン〜ワンサカ娘 小林亜星コマーシャル・ソングス （2000年10月25日 日本クラウン CRCP-20256） 1曲収録（「ワンサカ娘」、1972年録音、セルスターズ名義）

## テレビドラマ出演
- 浮世絵 女ねずみ小僧 第2シリーズ 第17話 「赤い夕陽に背を向けて」 （1972年、フジテレビ）

## NHK紅白歌合戦出場歴
| 年度/放送回               | 回 | 曲目                     | 出演順 | 対戦相手 |
| ------------------------- | -- | ------------------------ | ------ | -------- |
| 1972年（昭和47年）/第23回 | 初 | ハチのムサシは死んだのさ | 17/23  | 水原弘   |

注意点
- 出演順は「出演順/出場者数」で表す。